# Starosedlský Hrádek
Starosedlský Hrádek (německy Altsattler Bürgel) je obec v okrese Příbram ve Středočeském kraji, asi 13 km jižně od Příbrami. Žije zde 148 obyvatel.

## Historie
Krajina v okolí Starosedlského Hrádku byla osídlena už v pravěku. Jihozápadně od vesnice, severně od rybníka Kundratec v lokalitě s pomístním názvem Na Bachnech, byl v roce 2008 identifikován objekt typu viereckschanze z doby laténské. Nachází se v nadmořské výšce 474–478 metrů a měl přibližně lichoběžníkový půdorys. Jeho strany měřily 88 metrů na severu, 109 metrů na východě, 93 metrů na jihu a sto metrů na západě. Východně od ohrazeného areálu bylo ve stejné době sídliště. Osídlení pravděpodobně souviselo s těžbou a zpracováním zlata. Stopy po jeho rýžování se dochovaly v lese Hrůbky severně od lokality.
První písemná zmínka o vsi Staré Sedlo, jak se vesnice až do 16. století jmenovala, pochází z roku 1376, kdy se objevuje v přídomku Petra, řečeného Lid, ze Starého Sedla.

## Obecní správa

### Části obce
- Starosedlský Hrádek (k. ú. Starosedlský Hrádek)

K obci patří také Školův Mlýn.
Sousedními obcemi sídla jsou Nestrašovice, Tochovice, Horčápsko, Tušovice a Březnice.

### Územněsprávní začlenění
Dějiny územněsprávního začleňování zahrnují období od roku 1850 do současnosti. V chronologickém přehledu je uvedena územně administrativní příslušnost obce v roce, kdy ke změně došlo:
- 1850 země česká, kraj Plzeň, politický i soudní okres Březnice[7]
- 1855 země česká, kraj Písek, soudní okres Březnice
- 1868 země česká, politický okres Blatná, soudní okres Březnice
- 1939 země česká, Oberlandrat Klatovy, politický okres Blatná, soudní okres Březnice[8]
- 1942 země česká, Oberlandrat Plzeň, politický okres Strakonice, soudní okres Březnice[9]
- 1945 země česká, správní okres Blatná, soudní okres Březnice[10]
- 1949 Plzeňský kraj, okres Blatná[11]
- 1960 Středočeský kraj, okres Příbram
- 2003 Středočeský kraj, okres Příbram, obec s rozšířenou působností Příbram

### Členství ve sdruženích
Starosedlský Hrádek je členem svazku obcí Březnicko, který byl založen v roce 2003.

## Společnost

### Rok 1932
V roce 1932 (256 obyvatel) zde byly evidovány tyto živnosti a obchody: družstvo pro rozvod elektrické energie v Hrádku Starosedlsdkém, 2 hostince, kolář, kovář, 3 krejčí, 2 mlýny, obuvník, pivovar, 2 obchody se smíšeným zbožím, Spořitelní a záložní spolek Starosedlský Hrádek, 2 trafiky, truhlář.

## Pamětihodnosti

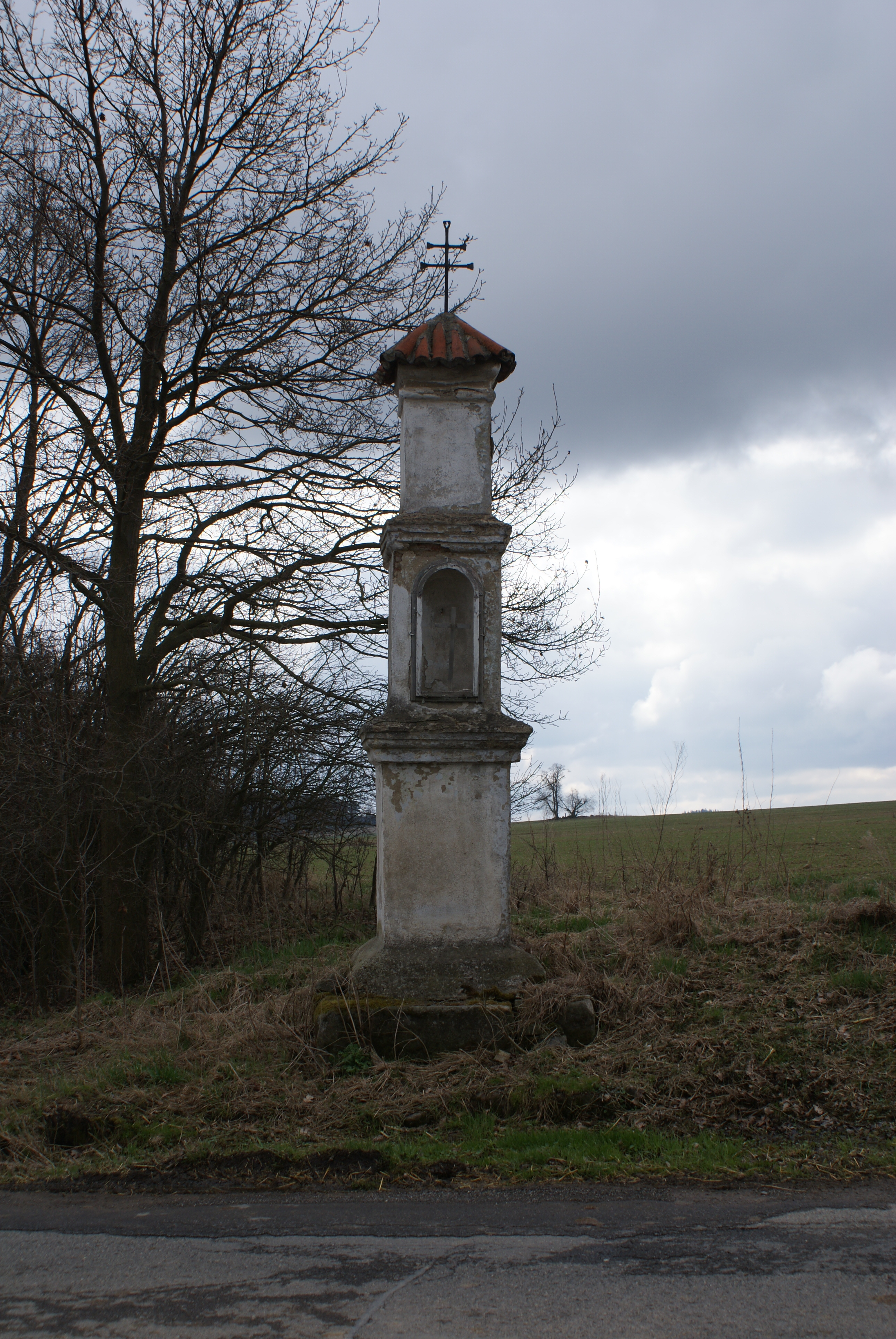
Boží muka za vsí

- Na severozápadním okraji stojí na skalnatém ostrohu nad Zámeckým rybníkem Starosedlský hrádek. Zámek vznikl přestavbou tvrze[6] ve druhé polovině 16. století, ze kdy se částečně dochovala sgrafitová výzdoba fasád.

- Na konci hráze Zámeckého rybníka stojí za obcí boží muka, kdysi s lidovou sochou svatého Jana Nepomuckého,[13] v současné době však již bez ní.

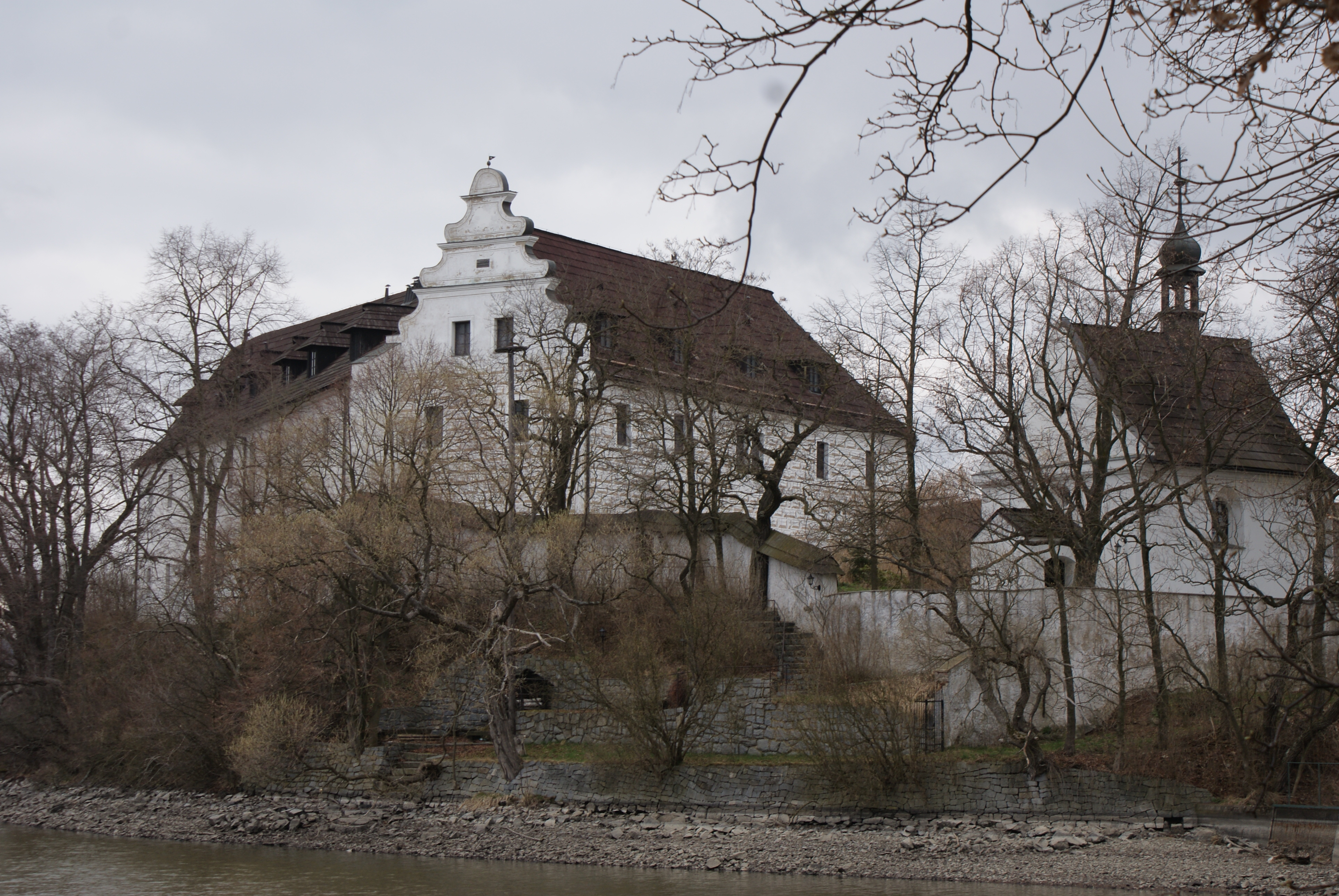
Zámek

- Bývalý panský mlýn (čp. 4)
- Sýpka s chlévem u domu čp. 18Zámek

## Doprava

### Dopravní síť
Do obce vedou silnice III. třídy. Železniční trať ani stanice či zastávka na území obce nejsou.

### Autobusová doprava 2024
Autobusovou dopravu v obci Starosedlský Hrádek zajišťuje společnost Arriva Střední Čechy. Obec je součástí Pražské integrované dopravy (PID). V obci se nachází zastávka Starosedlský Hrádek. Autobusová linka 511 zajišťuje spojení mezi Horčápskem, Tochovicemi, Ostrovem, Lazskem, Milínem, Lešeticemi a Příbramí. V opačném směru míří do Březnice a projíždí obcemi Tušovice, Svojšice, Chraštice, Nestrašovice a dalšími vesnicemi na trase.